# Антонов Володимир Олександрович
Володимир Олександрович Антонов (рос. Владимир Александрович Антонов; 14 грудня 1922, Борнуково — 14 вересня 1961) — радянський льотчик, Герой Радянського Союзу.

## Біографія
Народився 14 грудня 1922 року в селі Борнуковому (тепер Бутурлінського району Нижньогородської області) в сім'ї селянина. Росіянин. Закінчив сім класів неповної середньої школи в селі Порецькому. Два роки навчався в Сережинському, пізніше Алатирському лісовому технікумі. Закінчив Алатирський аероклуб.
У 1941 році призваний до лав Червоної армії. У 1942 році закінчив Оренбурзьку військово-авіаційну школу пілотів. У боях німецько-радянської війни з жовтня 1942 року. Член ВКП(б) з 1943 року.
До червня 1944 року командир ескадрильї 94-го гвардійського штурмового авіаційного полку 5-ї гвардійської штурмової авіаційної дивізії 1-го гвардійського змішаного авіаційного корпусу 17-ї повітряної армії 3-го Українського фронту гвардії лейтенант В. О. Антонов скоїв 150 успішних бойових вильотів на штурмовку укріплень, скупчень живої сили і техніки противника. Особисто збив два ворожих літака.
Точними ударами знищив велику кількість ворожих танків, автомашин, гармат та іншої військової техніки; зруйнував багато мостів та переправ, залізничних колій та станцій. Знищив в загальній складності біля батальйону ворожих солдатів і офіцерів.
Указом Президії Верховної Ради СРСР від 2 серпня 1944 року за зразкове виконання бойових завдань командування по знищенню живої сили і техніки противника і проявлені при цьому мужність і героїзм гвардії лейтенанту Володимиру Олександровичу Антонову присвоєно звання Героя Радянського Союзу з врученням ордена Леніна і медалі «Золота Зірка» (№ 4 283).
Всього за роки війни капітан В. О. Антонов зробив 225 бойових вильотів на штурмовку і розвідку військ противника.
У 1946 році за станом здоров'я звільнився в запас і став льотчиком санітарної авіації. У 1950 році закінчив школу вищої льотної підготовки та став командиром корабля транспортної авіації. Більше мільйона кілометрів налітав він на внутрішньосоюзних і міжнародних трасах.
Жив у Львові. Помер 14 вересня 1961 року. Похований у Львові на Личаківському цвинтарі.

## Нагороди
Нагороджений орденом Леніна, двома орденами Червоного Прапора, орденами Олександра Невського, Вітчизняної війни 1-го ступеня, Червоної Зірки, медалями.